# Anas Ouahim
Anas Ouahim (Leverkusen, 23 september 1997) is een Marokkaans-Duits voetballer die doorgaans speelt als middenvelder. In juli 2025 verruilde hij Sydney FC voor Al-Khaldiya.

## Clubcarrière
Ouahim speelde in de jeugd van SV Schlebusch voor hij in 2012 terechtkwam in de opleiding van 1. FC Köln. Bij deze club speelde hij twee seizoenen in het belofteteam in de Regionalliga West. Zijn debuut in het eerste elftal maakte hij op 26 november 2017, toen in de Bundesliga met 0–2 werd verloren van Hertha BSC door twee doelpunten van Vedad Ibišević. Ouahim moest van coach Peter Stöger op de reservebank beginnen en hij mocht achttien minuten voor het einde van de wedstrijd invallen voor Yuya Osako. Een week later speelde hij ook een wedstrijd voor Köln in de UEFA Europa League.
In mei 2018 tekende hij transfervrij voor twee seizoenen bij VfL Osnabrück. In het seizoen 2018/19 werd Ouahim met die club kampioen van de 3. Liga, waarna de club promoveerde naar de 2. Bundesliga. Na het aflopen van zijn verbintenis, tekende hij transfervrij bij competitiegenoot SV Sandhausen. In de daaropvolgende winterstop werd de middenvelder voor een half jaar verhuurd aan 1. FC Kaiserslautern. Na zijn terugkeer bij Sandhausen speelde Ouahim vijf competitiewedstrijden in de eerste helft van het seizoen 2021/22.
Hierop trok Heracles Almelo hem in januari 2022 transfervrij aan. Bij de Nederlandse club zette hij zijn handtekening onder een verbintenis voor de duur van tweeënhalf jaar. Aan het einde van het seizoen 2021/22 degradeerde hij met Heracles naar de Eerste divisie. Na zes wedstrijden op dat niveau werd zijn contract opengebroken en verlengd tot medio 2025, met een optie op een jaar extra. Aan het einde van het seizoen 2022/23 promoveerde Heracles als kampioen weer terug naar de Eredivisie. Op dat niveau had Ouahim in de eerste helft van het seizoen overwegend een basisplaats, maar deze verloor hij na de winterstop.
Hierop werd hij tot het einde van het kalenderjaar verhuurd aan Sheriff Tiraspol, met een optie tot koop. Deze optie werd niet gelicht en in de zomer van 2024 nam Sydney FC de middenvelder over van Heracles. In Australië tekende Ouahim voor twee jaar. Een jaar later verliep zijn contract, waarna hij naar Al-Khaldiya verkaste.

## Clubstatistieken
| Seizoen | Club                   | Competitie        | Competitie | Competitie | Beker | Beker | Internationaal | Internationaal | Nacompetitie | Nacompetitie | Totaal | Totaal |
| Seizoen | Club                   | Competitie        | Wed.       | Dlp.       | Wed.  | Dlp.  | Wed.           | Dlp.           | Wed.         | Dlp.         | Wed.   | Dlp.   |
| ------- | ---------------------- | ----------------- | ---------- | ---------- | ----- | ----- | -------------- | -------------- | ------------ | ------------ | ------ | ------ |
| 2016/17 | 1. FC Köln II          | Regionalliga West | 28         | 3          | —     | —     | —              | —              | —            | —            | 28     | 3      |
| 2017/18 | 1. FC Köln II          | Regionalliga West | 25         | 8          | —     | —     | —              | —              | —            | —            | 25     | 8      |
| 2017/18 | 1. FC Köln             | Bundesliga        | 1          | 0          | 0     | 0     | 1              | 0              | —            | —            | 2      | 0      |
| 2018/19 | VfL Osnabrück          | 3. Liga           | 33         | 2          | 0     | 0     | —              | —              | —            | —            | 33     | 2      |
| 2019/20 | VfL Osnabrück          | 2. Bundesliga     | 25         | 3          | 1     | 0     | —              | —              | —            | —            | 26     | 3      |
| 2020/21 | SV Sandhausen          | 2. Bundesliga     | 11         | 0          | 1     | 0     | —              | —              | —            | —            | 12     | 0      |
| 2020/21 | → 1. FC Kaiserslautern | 3. Liga           | 16         | 0          | 0     | 0     | —              | —              | —            | —            | 16     | 0      |
| 2021/22 | SV Sandhausen          | 2. Bundesliga     | 5          | 0          | 0     | 0     | —              | —              | —            | —            | 5      | 0      |
| 2021/22 | Heracles Almelo        | Eredivisie        | 10         | 0          | 0     | 0     | —              | —              | 2            | 0            | 12     | 0      |
| 2022/23 | Heracles Almelo        | Eerste divisie    | 29         | 8          | 1     | 0     | —              | —              | —            | —            | 30     | 8      |
| 2023/24 | Heracles Almelo        | Eredivisie        | 18         | 2          | 1     | 0     | —              | —              | —            | —            | 19     | 2      |
| 2023/24 | → Sheriff Tiraspol     | Divizia Națională | 5          | 0          | 2     | 0     | —              | —              | —            | —            | 7      | 0      |
| 2024/25 | Sydney FC              | A-League          | 22         | 1          | 1     | 1     | 9              | 5              | —            | —            | 32     | 7      |
| Totaal  | Totaal                 | Totaal            | 228        | 27         | 7     | 1     | 10             | 5              | 2            | 0            | 247    | 33     |

Bijgewerkt op 23 juli 2025.

## Erelijst
| Competitie      |               |               |               |               |
| Competitie      | Aantal        | Jaren         |               |               |
| VfL Osnabrück   | VfL Osnabrück | VfL Osnabrück | VfL Osnabrück | VfL Osnabrück |
| --------------- | ------------- | ------------- | ------------- | ------------- |
| 3. Liga         | 1             | 2018/19       |               |               |
| Heracles Almelo |               |               |               |               |
| Eerste divisie  | 1             | 2022/23       |               |               |